# Sicista kluchorica
Sicista kluchorica, мишівка клухорська (Sokolov, Kovalskaya, and Baskevich, 1980) — один з 13 видів, що представляють рід Мишівка (Sicista).

## Опис
Вид-двійник Sicista caucasica. Довжина тіла до 7 см, двоколірний хвіст довжиною до 10,7 см. В окрасі спини, боків тіла та голови переважають жовтувато-охристі кольори.
Каріотип стабільний — 24 хромосоми.
Веде одинокий спосіб життя, активна вночі. Взимку впадає в сплячку. Харчується безхребетними та насінням. Розмножується раз на рік.

## Систематика
Вперше вид був описаний трьома вченими Володимиром Соколовим, Ю.Ковальською та Мариною Баскевич в 1980 році в Карачаєво-Черкесії, у верхів'ях річки Північний Клухор на Клухорському перевалі на висоті 2100 м.

## Поширення
Вид поширений у Великому Кавказі: Тебердинський заповідник в Росії.